# 5332 Davidaguilar
5332 Davidaguilar è un asteroide near-Earth della famiglia Amor. Scoperto nel 1990, presenta un'orbita caratterizzata da un semiasse maggiore pari a 2,1630859 UA e da un'eccentricità di 0,4565265, inclinata di 25,47259° rispetto all'eclittica.
L'asteroide è dedicato a David Aguilar, direttore al CfA.